# Vincent Pastore
Vincent Pastore, född 14 juli 1946 i New York, är en amerikansk skådespelare. Pastore har medverkat i amerikanska filmer och TV-serier sedan 1980-talets slut. Pastore har ofta gestaltat italiensk-amerikanska karaktärer. Sin kändaste roll gjorde han i TV-serien Sopranos 1999-2001 där han gestaltade Salvatore Bonpensiero, en mafioso som under seriens gång avslöjades som polisinformatör.

## Filmografi, urval
- 1990 – Maffiabröder
- 1990 – Uppvaknanden
- 1993 – Carlito's Way
- 1994 – Absolut gisslan
- 1995 – På driven i New York
- 1996 – Joes lya
- 1999 – Mickey Blue Eyes
- 1999 – The Hurricane
- 2001 – Pojkarna i mitt liv
- 2005 – Revolver